# Lopon Tsechu Rinpoché

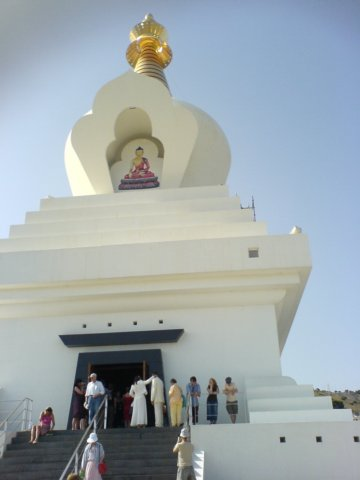
Stupa de Benalmádena - un projet de Lopon Tsechu Rinpoché.

Lopon Tsechu Rinpoché (1918, Bhoutan - 10 juin 2003, Bangkok, Thailande) était un grand maître du bouddhisme tibétain très respecté dans l'Himalaya et ayant eu de nombreux étudiants en Orient comme en Occident.